# 프치나구

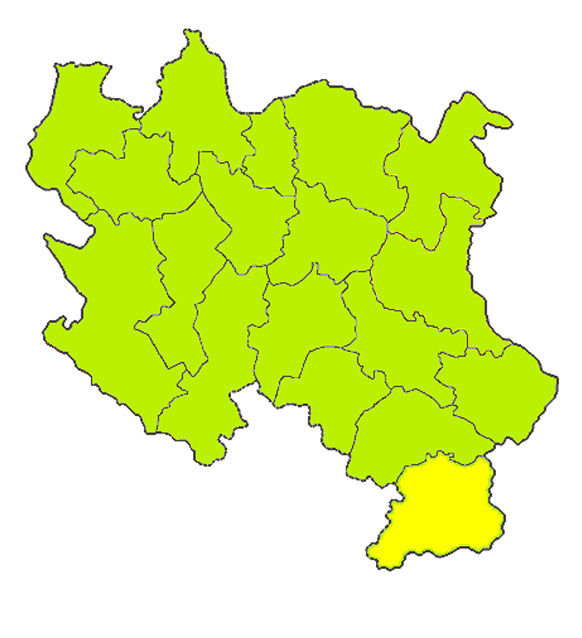
프치나 구의 위치

프치나구(세르비아어: Пчињски округ, Pčinjski okrug)는 세르비아 남부에 위치한 구로 행정 중심지는 브라네이며 면적은 3,520km2, 인구는 227,690명(2002년 인구 조사 기준), 인구 밀도는 64.7명/km2이다. 동쪽으로는 불가리아, 남쪽으로는 마케도니아 공화국과 국경을 접하고 있고 서쪽으로는 코소보와 접한다.

## 지방 자치체
7개 지방 자치체와 6개 군, 357개 마을을 관할한다.
- 블라디친한 (Vladičin Han)
- 수르둘리차 (Surdulica)
- 보실레그라드 (Bosilegrad)
- 트르고비슈테 (Trgovište)
- 브라네 (Vranje)
- 부야노바츠 (Bujanovac)
- 프레셰보 (Preševo)

## 인구
인구와 민족 분포는 2002년 인구 조사를 기준으로 한다.
- 세르비아인: 147,046명 (64.58%)
- 알바니아인: 54,795명 (24.07%)
- 로마인: 12,073명 (5.3%)
- 불가리아인: 8,491명 (3.73%)
- 그 외의 민족: 5,285명 (2.32%)

| 연도    | 인구    | ±% p.a. |
| ------- | ------- | ------- |
| 1948    | 209,232 | —       |
| 1953    | 220,910 | +1.09%  |
| 1961    | 222,520 | +0.09%  |
| 1971    | 230,373 | +0.35%  |
| 1981    | 238,753 | +0.36%  |
| 1991    | 243,529 | +0.20%  |
| 2002    | 227,690 | −0.61%  |
| 2011[a] | 159,081 | −3.91%  |
| 출처:   |         |         |

## 같이 보기
- 세르비아의 행정 구역